# Killian Van den Langenbergh
Killian Van den Langenbergh (Antwerpen, 2 januari 1998) is een Belgisch basketballer.

## Carrière
Van den Langenbergh speelde in de jeugd van Gembo Borgerhout voordat hij zich aansloot bij de jeugdploegen van de Antwerp Giants. Hij maakte zijn debuut op het hoogste niveau in het seizoen 2017/18 maar kwam dat en het volgende seizoen niet veel aan spelen toe. Hij maakte in 2019 de overstap naar Belfius Mons-Hainaut maar ook hier kreeg hij niet veel speelkansen. In 2020 maakte hij de overstap naar de Nederlandse competitie en ging spelen voor de Den Helder Suns. In 2021 keerde hij terug naar België en ging spelen in de tweede klasse bij Gembo Borgerhout waar hij ook al als jeugdspeler actief was.